# Challenge des champions 1973
La Supercoppa di Francia 1973 (ufficialmente Challenge des champions 1973) è stata la diciassettesima edizione della Supercoppa di Francia.
Si è svolta il 21 agosto 1973 allo Stade de l'Armoricaine di Brest tra il Nantes, vincitore della Division 1 1972-1973, e l'Olympique Lione, vincitore della Coppa di Francia 1972-1973.
A conquistare il titolo è stato l'Olympique Lione che ha vinto per 1-0 con rete di Bernard Lacombe.

## Partecipanti
| Squadre         | Qualificazione                             | Partecipazioni precedenti (il grassetto indica la vittoria) |
| --------------- | ------------------------------------------ | ----------------------------------------------------------- |
| Nantes          | Vincitore della Division 1 1972-1973       | 2 (1965, 1966)                                              |
| Olympique Lione | Vincitore della Coppa di Francia 1972-1973 | 1 (1967)                                                    |

## Tabellino
| Arbitro: | Bagos |

|             |           |  |
| Lacombe 11’ | Marcatori |  |

### Formazioni
| Olympique Lione: |                  |  |     |
|                  |                  |  |     |
| P                | Yves Chauveau    |  |     |
| D                | Raymond Domenech |  |     |
| D                | Robert Valette   |  |     |
| D                | Jean Baeza       |  | 60’ |
| D                | Bernard Lhomme   |  |     |
| D                | René Aznar       |  |     |
| C                | Robert Cacchioni |  |     |
| C                | Daniel Ravier    |  |     |
| A                | Bernard Lacombe  |  |     |
| A                | Fleury Di Nallo  |  |     |
| A                | Yves Mariot      |  |     |
| Sostituzioni:    |                  |  |     |
| D                | Michel Maillard  |  | 60’ |
| Allenatore:      |                  |  |     |
| Aimé Mignot      |                  |  |     |

| Nantes:      |                            |
|              |                            |
| P            | Jean-Paul Bertrand-Demanes |
| D            | Jean-Claude Osman          |
| D            | Raynald Denoueix           |
| D            | Patrice Rio                |
| D            | Maxime Bossis              |
| C            | Henri Michel               |
| C            | Michel Pech                |
| C            | Gilles Rampillon           |
| A            | Bernard Blanchet           |
| A            | Didier Couécou             |
| A            | Erich Maas                 |
| Allenatore:  |                            |
| José Arribas |                            |